# Джісу
У цьому корейському імені прізвище (Кім) стоїть перед особовим ім'ям.
Кім Джісу (кор. 김지수, англ. Kim Ji-soo, нар. 3 січня 1995, Кунпхо, Кьонгі, Південна Корея) — південнокорейська співачка, акторка, авторка пісень, модель та головна виконавча директорка власного лейбла BLISSOO. Учасниця дівочого гурту Blackpink. За головну роль дорамі «Підсніжник» (2021) здобула нагороду на Сеульській міжнародній премії драми у номінації «Найкраща акторка 2022». Амбасадорка брендів Dior, Cartier,  Tommy Hilfiger та Alo.
Отримала свій перший десан в музичній категорії, перемігши в номінації «сольна співачка року» на премії «Brand of the Year 2023».

## Дитинство
Народилася 3 січня 1995 року в місті в Кунпхо, провінція Кьонгі, Південна Корея. Виросла зі старшим братом та сестрою. У дитинстві грала в баскетбол і займалася тхеквондо. Мріяла стати художницею й письменницею. Джісу навчалася в середній Школі сценічних мистецтв Сеула. У шкільні роки відвідувала драмгурток. 2011 року пройшла прослуховування у YG Entertainment, де була стажеркою до дебюту гурту Blackpink.

## Кар'єра

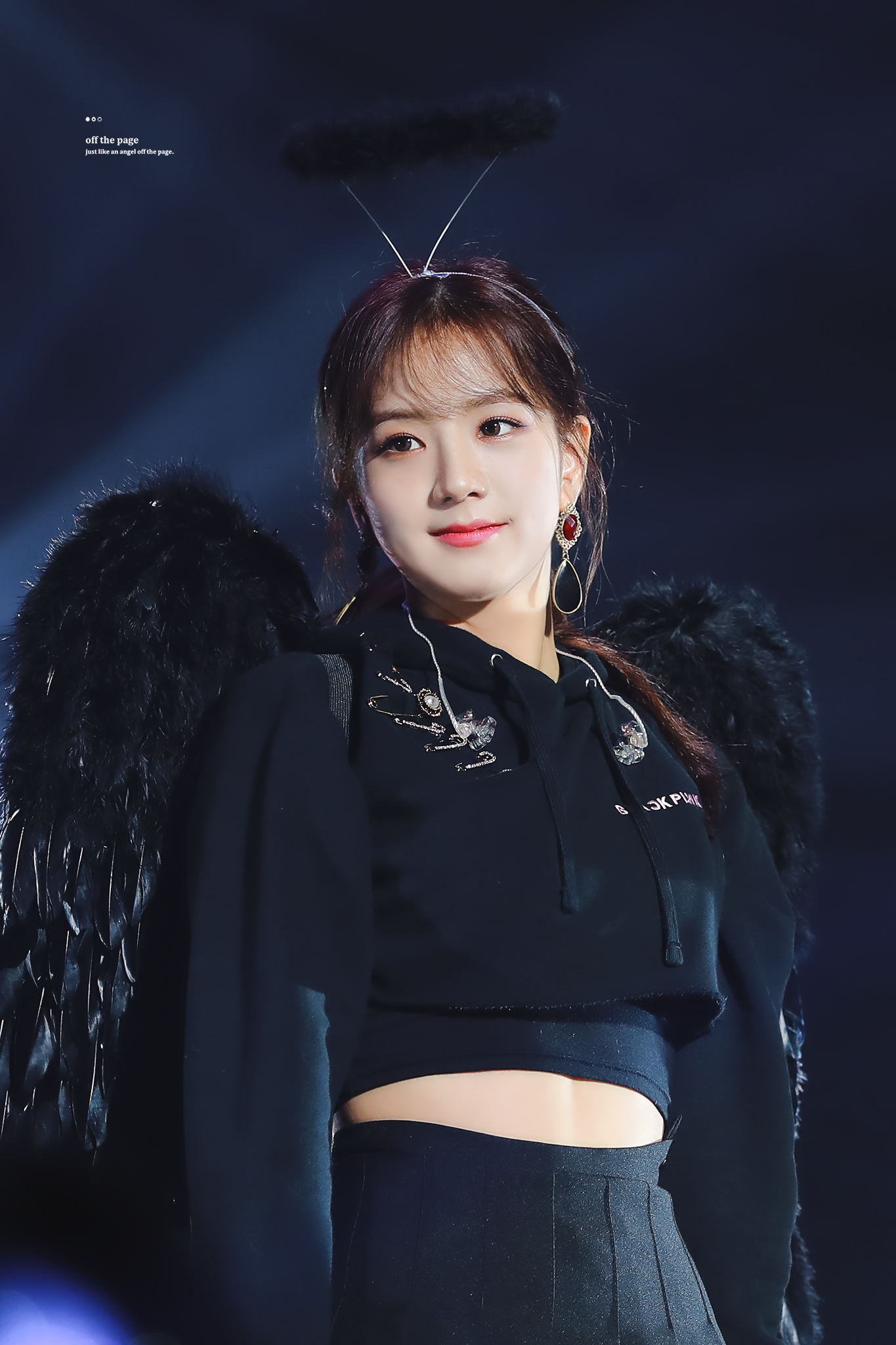
Кім Джісу у Сіднеї

### 1995—2015: Переддебютна діяльність
2011 році стала стажисткою в компанії YG Entertainment і навчалася 5 років разом з іншими учасницями гурту Blackpink. Вона мала три-чотири уроки танців на день на додаток до уроків вокалу у двох-трьох викладачів. 2013 року стало відомо, що Джісу стане однією із учасниць нового жіночого груту YG Entertainment. До свого офіційного дебюту з Blackpink Джісу знялася в численних музичних відео, K-drama та рекламах. 2014 року вона з'явилася в музичному кліпі Epik High на пісню «Spoiler + Happen Ending» у ролі дівчини з розбитим серцем. Вона підписала рекламні контратки з такими брендами, як LG, Nikon і Samsonite. 2015 року Джісу з'явилася на телебаченні у шоу 1 Night 2 Days. В 2016 з'явилася в дорамі «Продюсер». Інтерес щодо Джісу був високим, і конкуруючий лейбл SM Entertainment намагався переманити її з YG Entertainment.

### 2016—2022: Blackpink, дебют і діяльність
15 червня 2016 року YG Entertainment опублікувало фото Джісу як учасниці нового гурту Blackpink. У серпні 2016 року YG Entertainment сформував гурт BLACKPINK з Дженні, Розе та Лісою, які були стажистками разом із Джісу. 8 серпня 2016 року гурт випустив два сингл-альбоми Square One і Square Two та кліпи на заголовні пісні «Boombayah» та «Whistle» на Naver TV. О 8:00 вечора того ж дня, через чотири години після виходу дебютного синглу, нова пісня «Whistle» посіла перше місце у всіх музичних чартах Кореї. 14 серпня Blackpink дебютували на SBS Inkigayo з піснею «Whistle», 21 серпня гурт посів перше місце на SBS Inkigayo, через 2 тижні після дебюту, що надало їм статус жіночого гурту, який посів 1-ше місце за найкоротший період після дебюту в історії.
2017-го знімалася в дорамі «Айдол на півставки».
З 5 лютого 2017 року по 4 лютого 2018 року вела музичну програму Inkigayo разом із Джин Йонгом з Got7 і Дойонгом з NCT. 3 червня 2019 року Джісу з'явилася в епізодичній ролі в дорамі «Артдальські хроніки» в ролі коханої Сон Чжун Кі. 14 жовтня 2020 року вийшов документальний фільм про гурт від Netflix «Light Up the Sky».
У червні 2020 року вигляд і стиль Джісу з тизеру до синглу Blackpink «How You Like That» став вірусним у соціальних мережах. Знаменитості та інфлюенсери Південної Кореї, Китаю, Таїланду та В'єтнаму повторили її «зачіску з двома бантами» та макіяж, які Джісу створила сама. Її ідея макіяжу з крапками стала популярною на платформах соціальних мереж, таких як Instagram. Джісу є співавторкою головного синглу «Lovesick Girls» першого студійного альбому Blackpink The Album (2020).
У 2021 році Джісу виконала головну роль у корейському телесеріалі JTBC «Підсніжник», де грала разом з Чон Хе Іном. Джісу зіграла роль першокурсниці коледжу Ин Йон Ро, яка стала заручницею свого кохання. Шоу посіло перше місце в Disney+ у Сінгапурі, Південній Кореї, Гонконзі та на Тайвані. У вересні 2022 року Джісу здобула нагороду «Видатна корейська акторка» на церемонії вручення нагород Seoul International Drama Awards за роль у фільмі «Підсніжник».
6 липня 2022 року YG Entertainment оголосила, що Blackpink перебуває на завершальній стадії запису нового альбому з планами записати кліп у середині липня та випустити нову пісню в серпні. Джісу разом з Розе вказана як авторки пісні «Yeah Yeah Yeah», четвертого треку другого студійного альбому Blackpink Born Pink (2022).

### 2023–тепер: сольний дебют
2 січня 2023 року YG Entertainment оголосила, що Джісу дебютує як сольна виконавиця протягом року. 21 лютого YG Entertainment офіційно підтвердили, що знімання соло Джісу проходять у Лос-Анджелесі. 5 березня був опублікований перший тизер у соцмережах Blackpink, підтверджуючи, що її проєкт вийде 31 березня 2023 року.

## Вплив
Джісу була визнана 10-м найпопулярнішим K-pop-айдолом у 2018 році та 17-м у 2019 році в щорічних опитуваннях Gallup Korea. У 2019 році вона була визнана шостою найпопулярнішою жінкою-айдолом K-pop при опитуванні солдатів, які проходять обов'язкову військову службу в Південній Кореї. У тому ж році Джісу була єдиною із двох корейських співаків, яку додали до списку BoF 500, «остаточного професійного індексу» людей, які формують індустрію моди в 2,4 трильйона доларів. Станом на лютий 2021 року вона була третім айдолом K-pop за кількістю підписок в Instagram разом із учасницею гурту Розе.
Джісу увійшла до десятки найкращих знаменитостей і впливових осіб, які лідирують у світі косметики за перші п'ять місяців 2020 року. Women's Wear Daily, спеціалізований журнал індустрії моди, зазначив, що Джісу лідирує в рейтингу за середньою залученістю допису, а за нею йдуть Ріанна і Кайлі Дженнер. Вона посіла 7-ме місце в загальному рейтингу, попри те, що мала найменшу кількість дописів — всього 12. Джісу була єдиною представницею Східної Азії в цьому списку.
У 2020 році збільшення продажів Dior під час пандемії COVID-19 у Південній Кореї також пояснювалося маркетинговою кампанією з корейськими поп-співаками, зокрема і з Джісу. Вона з'явилася в рекламі нової сумки Bobby від Dior разом з іншими відомими впливовими особами, такими як К'яра Ферраньї та Катерина Ґрем. На показі колекції бренду весна/літо 2021 Джісу привернула увагу як корейська представниця. Її присутність на показі принесла Dior найвищу оцінку публікації з середнім 33 % MIV, з моменту показу восени 2020 року. У березні 2021 року креативна директор Марія Грація К'юрі сказала, що на створення колекції Dior осінь/зима 2021 її надихнула Джісу.  Один із десяти відтінків бальзаму для губ Dior Addict Lip Glow, № 025 Seoul Scarlet, був натхненний Джісу.
Її поява на показі колекції Dior весна/літо 2022 викликала ажіотаж, як у саду Тюїльрі, так і за його межами. Джісу стала публічною особою, яка викликала найбільший вплив у ЗМІ протягом Тижня моди в Парижі, з чотирма фотографіями в її особистому Instagram, оціненими в 1,84 мільйона доларів. Крім того, вона була найкращою знаменитістю для Dior MIV, склавши 15,7 мільйона доларів із загальних 39,1 мільйона доларів, отриманих лише за допомогою двох публікацій. У березні вона отримала найвищу медіа ефективність з публікацією в соцмережах під час показу мод Dior осінь/зима 2022 на Паризькому тижні моди: одне фото оцінили в 1,74 мільйона доларів.
Після виходу першого сольного сингл-альбому Джісу Me титульна пісня «Flower» стала дуже популярною в соціальних мережах: має понад 3 мільйони відео під офіційним аудіо в TikTok, понад 1,5 мільйони в Instagram та майже 4 мільйони в YouTube Shorts. Хореографія до приспіву «Flower» стала справжнім трендом не тільки в Південній Кореї, але й в усьому світі, багато південно-корейських та іноземних знаменитостей брали участь в FLOWER-челенджі[джерело?].

### Філантропія
3 січня 2023 року, у свій 28-й день народження, Джісу створила свій особистий канал на YouTube. Вона повідомила, що кошти, виручені від її новоствореного каналу, будуть передані на благодійність.

## Співпраці та мода
До свого дебюту з Blackpink Джісу знялася в рекламі Samsonite, Smart Uniform, LG Electronics і Nikon. У вересні 2018 року Джісу та її колега по гурту Розе стали рекламними моделями для японського косметичного бренду Kiss Me. У лютому 2021 року корейський бренд одягу It Michaa вибрав Джісу музою для своєї весняної колекції 2021 року. Джісу стала обличчям і літньої кампанії 2021 року в лінії одягу It Michaa, For a Day Michaa. У серпні 2021 року Джісу було обрано моделлю корейського бренду CELEBe. У березні 2022 року Джісу стала амбасадоркою бренду гри MapleStory від Nexon, що зробило її другою амбасадоркою після олімпійського лучника Кім Джі Дока.

### Dior
У грудні 2019 року Джісу стала амбасадоркою в Кореї косметичної марки Dior, Dior Beauty.  Наступного літа Джісу стала моделлю для колекції Dior осінь/зима 2020. У вересні 2020 року Джісу знялася для обкладинки 155-го випуску 2020 журналу Dazed Korea, в якому також було надруковано її інтерв'ю, в якому вона розповідала про свою роботу з Dior. У грудні 2020 року Джісу знялася у рекламній компанії колекції Dior Cruise 2020—2021.
У січні 2021 року Dior Beauty «Dior Forever Skin Glow Cushion», прорекламований Jisoo, вийшов у Кореї.  Вона також рекламувала весняно-літню колекцію бренду, з сумкою Caro від Dior. У березні наступного року Джісу закріпила своє довгострокове партнерство з Dior, коли вони оголосили її своєю новою глобальною амбасадоркою  разом із Наталі Портман і Карою Делевінь. У травні 2021 року Джісу розпочала свій перший проєкт співпраці з брендом, у рекламній кампаніяї Dior Fall '21 і Dior Vespa, вона з'явилася на обкладинках журналу Elle, які у червні вийшли у — Гонконгу, Таїланду, Сінгапуру та Індії. Джісу також стала моделлю нещодавно випущеного бальзаму для губ Dior Addict Lip Glow серії Dior Beauty.
У червні 2021 року Джісу відвідала показ Dior Resort 2022 на стадіоні Panathenaic у Греції, одягнувши повністю білу лляну сукню від креативної директора Марії Грації К'юрі.  У вересні 2021 року Джісу відвідала показ жіночого одягу Dior весна/літо 2022, який відбувся під час Тижня моди в Парижі 2021 року в саду Тюїльрі. Вона сиділа в першому ряду, поруч із головою та генеральним директором Dior П'єтро Беккарі. Напередодні показу у Парижі вона відвідала ательє Dior, її подорож була задокументована на її сторінці в Instagram, а відеощоденик під назвою «Exploring Dior with JISOO» був викладений на сторінці Dior у Youtube, демонструючи моменти її відвідування ательє будинку та огляду колор-поп-творів 1960-х Марка Бохана, які стали натхненням для створення колекції весна/літо 2022, а також її подорожі архівами сумочок.
У лютому 2022 року Джісу стала обличчям колекції губної помади Dior Addict разом із колегами-амбасадорками Анею Тейлор-Джой і Шерон Алексі. На честь її 28-річчя Dior випустив новий відтінок блиску для губ «031 Strawberry».
У червні 2023 Джісу знялась для кампанії Dior «Lady 95.22».

### Cartier
У вересні 2020 року Джісу призначили головною моделлю Cartier Pasha de Cartier. 25 травня 2022 року компанія Cartier оголосила Джісу своєю амбасадоркою бренду, яка приєдналася до спільноти Cartier Panther, до якої входять Аннабель Волліс, Елла Балінська, Чанг Чен, Маріакарла Босконо та Ясмін Сабрі.

### Dunst
У березні 2023 року Джісу стала амбасадоркою південнокорейського бренду одягу Dunst та рекламувала 23 S/S Collection[джерело?].

### Співпраця
У лютому 2021 року Line Friends оголосили Джісу своєю ексклюзивною партнеркою для розробки персонажів мобільної гри KartRider Rush+, яка вийшла 19 березня 2021 року. Джісу особисто взяла участь у створені персонажів. Серед створених нею героїв були Чічі, кролик, якого Джісу назвала «Кролик-черепаха Кім», і Дальґом, праобраз її песика, який має таке ж прізвисько.

## Дискографія

### Сингл-альбоми
| Назва | Деталі альбому                                                                                | Пікові позиції у чартах | Пікові позиції у чартах | Пікові позиції у чартах | Пікові позиції у чартах | Продажі                                     | Сертифікації    |
| Назва | Деталі альбому                                                                                | KOR                     | HUN                     | JPN                     | JPN Cmb.                | Продажі                                     | Сертифікації    |
| ----- | --------------------------------------------------------------------------------------------- | ----------------------- | ----------------------- | ----------------------- | ----------------------- | ------------------------------------------- | --------------- |
| Me    | - Реліз: 31 березня 2023 - Лейбл: YG, Interscope - Формат: CD, цифрове завантаження, стриминг | 1                       | 2                       | 24                      | 46                      | - Південна Корея: 1,413,588 - Японія: 1,960 | - KMCA: Million |

### Сингли
| Назва              | Рік  | Пікові позиції у чартах | Пікові позиції у чартах | Пікові позиції у чартах | Пікові позиції у чартах | Пікові позиції у чартах | Пікові позиції у чартах | Пікові позиції у чартах | Пікові позиції у чартах | Пікові позиції у чартах | Пікові позиції у чартах | Продажі                   | Альбом |
| Назва              | Рік  | KOR                     | AUS                     | CAN                     | HUN                     | JPN Hot                 | NZ                      | SGP                     | UK                      | US Bub.                 | WW                      | Продажі                   | Альбом |
| ------------------ | ---- | ----------------------- | ----------------------- | ----------------------- | ----------------------- | ----------------------- | ----------------------- | ----------------------- | ----------------------- | ----------------------- | ----------------------- | ------------------------- | ------ |
| «Flower» (кор. 꽃) | 2023 | 2                       | 33                      | 30                      | 4                       | 45                      | 40                      | 1                       | 38                      | 4                       | 2                       | - США: 6,000 - WW: 21,000 | Me     |

### Інші пісні у чартах
| Назва            | Рік  | Пікові позиції у чартах | Пікові позиції у чартах | Пікові позиції у чартах | Пікові позиції у чартах | Пікові позиції у чартах | Пікові позиції у чартах | Пікові позиції у чартах | Пікові позиції у чартах | Пікові позиції у чартах | Пікові позиції у чартах | Продажі      | Альбом |
| Назва            | Рік  | KOR                     | HK                      | HUN                     | MLY                     | NZ Hot                  | PHL Songs               | SGP                     | US World                | VIE                     | WW                      | Продажі      | Альбом |
| ---------------- | ---- | ----------------------- | ----------------------- | ----------------------- | ----------------------- | ----------------------- | ----------------------- | ----------------------- | ----------------------- | ----------------------- | ----------------------- | ------------ | ------ |
| «All Eyes on Me» | 2023 | 102                     | 15                      | 10                      | 8                       | 18                      | 19                      | 11                      | 6                       | 6                       | 78                      | - США: 3,000 | Me     |

### Авторство пісень
Усі титри авторства пісень адаптовані з бази даних Korea Music Copyright Association, якщо не зазначено інше.
| Рік  | Виконавець | Пісня            | Альбом    | Автор тексту | Автор тексту                      |
| Рік  | Виконавець | Пісня            | Альбом    | Вказана      | З ким                             |
| ---- | ---------- | ---------------- | --------- | ------------ | --------------------------------- |
| 2020 | Blackpink  | «Lovesick Girls» | The Album | Так          | Løren, Danny Chung, Jennie, Teddy |
| 2022 | Blackpink  | «Yeah Yeah Yeah» | Born Pink | Так          | VVN, Kush, Rosé                   |

## Фільмографія

### Телевізійні серіали
| Рік       | Назва                 | Роль      | Мережа |
| --------- | --------------------- | --------- | ------ |
| 2015      | «Продюсери»           | камео     | KBS2   |
| 2017      | «Айдол на півставки»  | камео     | SBS    |
| 2019      | «Артдальські хроніки» | Се На Ре  | tvN    |
| 2021-2022 | «Підсніжник»          | Ин Йон Ро | JTBC   |

### Ведуча
| Рік       | Назва                             | Нотатки                 | Прим.  |
| --------- | --------------------------------- | ----------------------- | ------ |
| 2017–2018 | Inkigayo                          | With Jinyoung & Doyoung | [ 97 ] |
| 2017      | Inkigayo Super Concert in Daejeon | With V & Jinyoung       |        |

### Поява в музичних відео
| Рік  | Назва                     | Виконавець | Прим.  |
| ---- | ------------------------- | ---------- | ------ |
| 2014 | «Spoiler + Happen Ending» | Epik High  | [ 98 ] |
| 2014 | «I'm Different»           | Hi Suhyun  | [ 98 ] |

## Відеографія

### Музичні кліпи
| Рік  | Назва    | Режисер    | Тр-сть | Прим.  |
| ---- | -------- | ---------- | ------ | ------ |
| 2023 | «Flower» | Han Sa-min | 3:04   | [ 99 ] |

## Нагороди і номінації
| Нагорода                         | Рік  | Категорія                      | Ромінант / Роботи | Результат    | Прим.   |
| -------------------------------- | ---- | ------------------------------ | ----------------- | ------------ | ------- |
| Blue Dragon Series Awards        | 2022 | Best Actress                   | «Підсніжник»      | У лонглисті  | [ 100 ] |
| Blue Dragon Series Awards        | 2022 | Best Supporting Actress        | «Підсніжник»      | У лонглисті  | [ 100 ] |
| Blue Dragon Series Awards        | 2022 | Rookie of the Year             | «Підсніжник»      | У лонглисті  | [ 100 ] |
| The Fact Music Awards            | 2021 | Fan N Star Choice Individual   | Джісу             | У лонглисті  | [ 101 ] |
| Seoul International Drama Awards | 2022 | Outstanding Korean Actress     | «Підсніжник»      | Перемога     | [ 4 ]   |
| Seoul International Drama Awards | 2022 | Outstanding K-Pop Idol         | Джісу             | Номінація    | [ 102 ] |
| Seoul Music Awards               | 2024 | Fan Choice of the Year         | Джісу             | В очікуванні | [ 103 ] |
| Weibo Starlight Awards           | 2021 | Starlight Hall of Fame (Korea) | Джісу             | Перемога     | [ 104 ] |